# وليام فوكسويل أولبرايت
وليام فوكسويل أولبرايت  (بالإنجليزية: William F. Albright)عالم أثار أمريكي و معلم توراة، فقيه لغوي، و متمرس للفن الخزفي. 

## سيرة ذاتية
ولد أولبرايت في كوكويمبو، تشيلي، الأكبر بين أخوته الستة، تخرج أولبرايت من جامعة أبر ايوا  وتزوج الدكتورة روث نورتون في عام 1921 و أنجب 4 أطفال. وتلقى شهادة الدكتوراة من جامعة جونز هوبكينز، بالتيمور (ماريلاند)، في عام 1916، وأخذ الأستاذية هنالك في عام 1927. وأصبح أستاذ اللغات السامية، من 1930 حتى 1958. وكان أيضا مدير المدارس الأمريكية للبحث الشرقي في القدس 1922–1929, 1933–1936، وأجرى أعمال آثرية مهمة في أماكن في فلسطين كقرية جبعة و تل بيت مرسم.

## روابط خارجية
- وليام فوكسويل أولبرايت على موقع الموسوعة البريطانية (الإنجليزية)
- وليام فوكسويل أولبرايت على موقع إن إن دي بي (الإنجليزية)